# Marta Petrová
Marta Petrová (* 11. listopadu 1951) byla slovenská a československá politička a bezpartijní poslankyně Sněmovny národů Federálního shromáždění za normalizace.

## Biografie
K roku 1976 se profesně uvádí jako dělnice.
Ve volbách roku 1976 zasedla do slovenské části Sněmovny národů (volební obvod č. 108 – Brezno, Středoslovenský kraj). Mandát obhájila ve volbách roku 1981 (obvod Brezno). Ve Federálním shromáždění setrvala do konce funkčního období, tedy do voleb roku 1986.